# Talking in My Sleep
Talking in My Sleep är en låt skriven av Paul Rey, Lukas Hällgren och Alexander Standal Pavelich, framförd av Paul Rey.
Låten tävlade med startnummer sex i den andra deltävlingen av Melodifestivalen 2020 i Göteborg, från vilken den kvalificerade sig till andra chansen. I andra chansen tog den sig till final.

## Listplaceringar
| Lista (2020)                | Topplacering |
| --------------------------- | ------------ |
| Sverige (Sverigetopplistan) | 33           |